# 巴黎十三区
巴黎十三区是法国首都巴黎市的20个区之一。该区处于巴黎左岸。十三区裡有巴黎的三個亞裔社區之一與越南裔社區。
- 法国国家图书馆（Bibliothèque François Mitterrand）
- 奥斯特里茨车站（Gare d'Austerlitz）
- 巴黎唐人街（Quartier chinois de Paris）
- 意大利广场（Place d'Italie）
- 鹌鹑之丘（Butte-aux-Cailles）